# Martín Menem
Martín Alexis Menem (La Rioja, Argentina, 19 de abril de 1975) é um advogado, empresário e político argentino, eleito deputado nacional por La Rioja. Foi deputado provincial de La Rioja entre 2021 e 2023. Foi eleito Presidente da Câmara dos Deputados a partir de 10 de dezembro de 2023.

## Biografia
Martín nasceu em 19 de abril de 1975, na província argentina de La Rioja. Filho do ex-senador Eduardo Menem e da assistente social Susana Cristina Valente. É sobrinho do ex-presidente Carlos Menem. Aos quinze anos mudou-se para a Cidade de Buenos Aires. 
Em 1997, após estudar Direito na Universidade de Belgrano, obteve o diploma de Direito. Fundou a “Gentech”, uma empresa de suplementos dietéticos. 
Entrou na política em 2021 como membro do A Liberdade Avança, coligação liderada por Javier Milei, com quem realizou um ato eleitoral conjunto. 
Foi eleito deputado provincial com 11,55% dos votos, nas eleições provinciais de 2021 pelo departamento União do Centro Democrático da Capital.
Foi candidato a governador de La Rioja nas eleições provinciais de maio de 2023. Foi derrotado, ficando em terceiro lugar com 14,70% dos votos, tendo vencido o candidato peronista Ricardo Quintela que obteve 52,63% dos votos.